# Sabri Jaballah
Sabri Jaballah (28 de junho de 1973) é um ex-futebolista profissional tunisiano, defensor, disputou a Copa do Mundo de 1998.

## Carreira
Sabri Jaballah representou a Seleção Tunisiana de Futebol nas Olimpíadas de 1996.